# 前294年
| 千纪： | 前1千纪 |
| 世纪： | 前4世纪 \| 前3世纪 \| 前2世纪 |
| 年代： | 前320年代 \| 前310年代 \| 前300年代 \| 前290年代 \| 前280年代 \| 前270年代 \| 前260年代                                                          |
| 年份： | 前299年 \| 前298年 \| 前297年 \| 前296年 \| 前295年 \| 前294年 \| 前293年 \| 前292年 \| 前291年 \| 前290年 \| 前289年                            |
| 纪年： | 周赧王二十一年 魯後文公九年 齊湣王七年 趙惠文王五年 魏昭王二年 韓釐王二年 秦昭襄王十三年 楚頃襄王五年 宋康王三十五年 衛嗣君四十一年 燕昭王二十年 |

## 大事记
- 德米特里一世攻入馬其頓、殺死亞歷山大五世、並奪得馬其頓的控制權，成為馬其頓國王。安提帕特一世成功出逃，但後來卻被利西馬科斯所殺。
- 曼提尼亚战役，斯巴达国王阿希达穆斯四世被马其顿国王德米特里一世击败。
- 秦国敗魏国於解。
- 秦国任鄙为汉中守。
- 宋国伐薛。
- 田齐田甲劫齐闵王，齐闵王怀疑相国孟尝君指使田甲，孟尝君田文出走魏国。《战国策·齐策》在这段有冯驩的故事。

## 逝世
- 亞歷山大五世，安提帕特王朝的馬其頓國王，卡山德與亞歷山大大帝的妹妹帖撒羅妮加的兒子，與哥哥安提帕特一世共同管治馬其頓。
- 安提帕特一世，安提帕特王朝的馬其頓國王，卡山德與亞歷山大大帝的妹妹帖撒羅妮加的兒子，與弟弟亞歷山大五世共同管治馬其頓。